# Bilk (Düsseldorf)
Bilk è un quartiere della città tedesca di Düsseldorf, appartenente al distretto 3. Dal 1843 al 1943 vi ha avuto sede l'osservatorio di Düsseldorf.